# مقرين

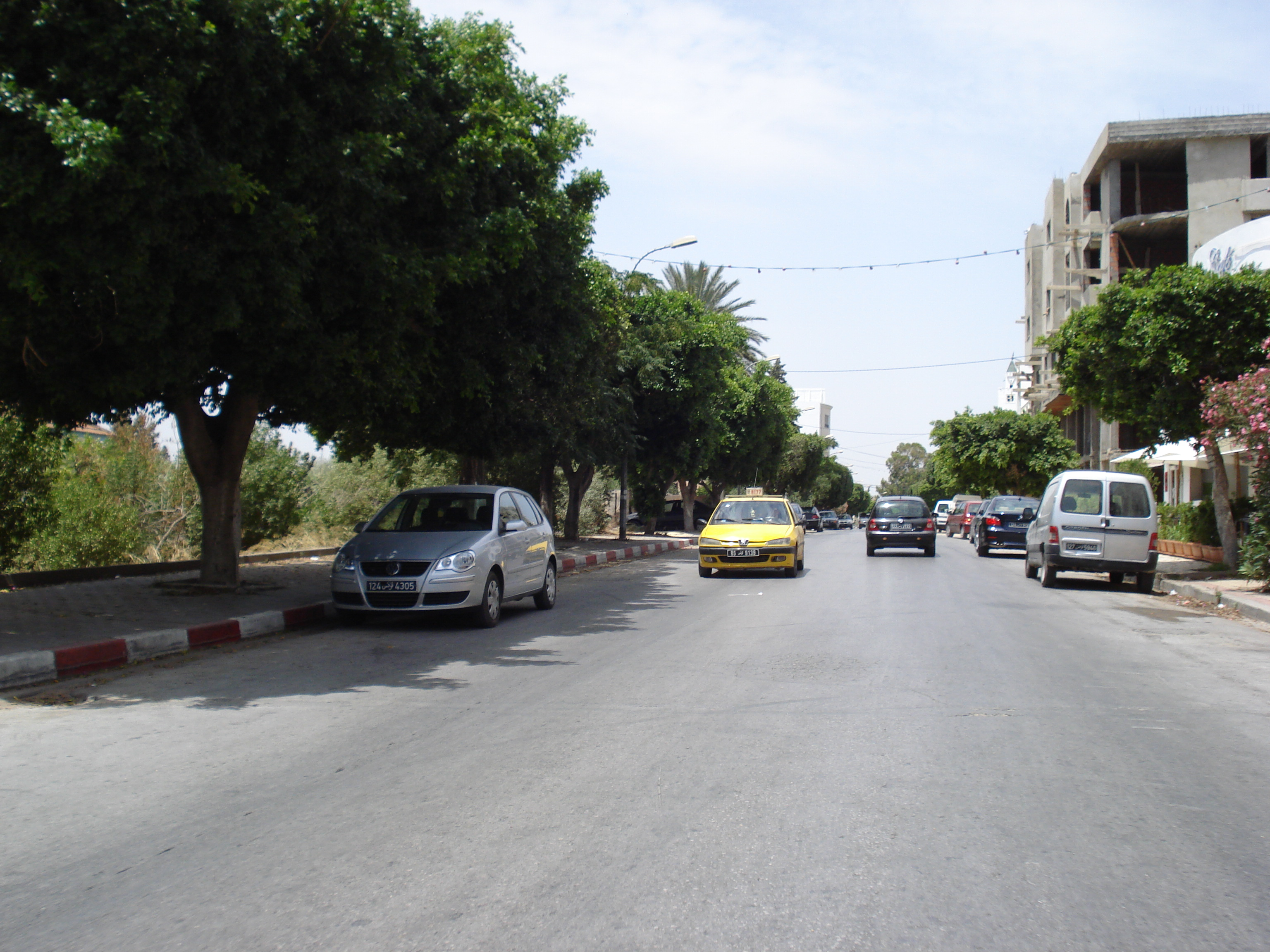
مدينة مقرين

مِقْرِِين أو مِڤرِينْ هي إحدى الضواحي الجنوبية لمدينة تونس وتتبع إداريا لـولاية بن عروس. تقع على بعد 7 كلم عن العاصمة وتطل على الضفة الجنوبية لبحيرة تونس. تجاورها مدينتا رادس وبن عروس. يسكن مقرين حوالي 32 ألف نسمة حسب تعداد سنة 2004.
| بن عروس مقرين رادس سيدي رزيق |

## تاريخ المدينة
تعتبر مقرين حديثة الإنشاء، ففي أواخر القرن التاسع عشر كانت مقرين تسمية تطلق على إحدى خمس ملكيات تمتد على السهول الشاسعة والمرتفعات الموجودة جنوبي مدينة تونس. كانت هذه الملكيات تابعة لمؤسسة الأوقاف المحبّسة على جامع الزيتونة المعمور وعلى زاويا سيدي أبو سعيد، سيدي مطرف وسيدي أبو يحي الرادسي.
بعد بضع سنوات من انتصاب الحماية الفرنسية بالبلاد التونسية وبالتحديد سنة 1886 أصبحت هذه الأراضي الممتدة من رادس وحتّى جبل الجلود تابعتا لشركة فرنسية وفي أوائل القرن العشرين استولى الكونت فوا –إحدى ممثلي الشركة- على هذه الملكية وواصل استغلالها حتى سنة 1924 وهو تاريخ إعلان الكونت إفلاسه وعرضه ملكيته للبيع. قام بعض الإيطاليين بعروض لشراء الأراضي وقبل الكونت ذلك، غير أن إدارة الفلاحة وأمام تصاعد نفوذ الجالية الإيطالية عملت على إسقاط البيع مستعيدة الأرض لفائدة الاستيطان الفرنسي.
بدء تقسيم الأراضي سنة 1926 وبمرور الزمن برزت ملامح ضاحية مقرين التي نعرفها اليوم.

## بعض الأرقام
- مساحة بلدية مقرين: 9 كم²
- معدل النمو البشري: 2,3 %
- الكثافة السكّانية: 64 ساكن/كم² (المعدل الوطني: 56,4 ساكن/كم²)

## أعلام
- حمدي المرزوقي
- لسعد العبدلي
- كريم العواضي

## وصلات خارجية
- مقرين (بالعربية)/(بالفرنسية)